# 俄罗斯苏维埃联邦社会主义共和国功勋艺术家
俄罗斯苏维埃联邦社会主义共和国功勋艺术家（俄语：Заслуженный артист РСФСР），简称“苏俄功勋艺术家”，是苏联时期俄罗斯苏维埃加盟国授予表演艺术工作者的一个荣誉称号，其地位低于“苏俄人民艺术家”称号。

## 历史
“苏俄功勋艺术家”的称号由1931年8月10日根据全俄罗斯中央执行委员会的法令设立。授予为苏俄表演艺术事业做出突出贡献，并有一定知名度的人士。接受此称号的对象包括作曲家、钢琴家、舞蹈家、歌手、电影导演、音乐指挥家和演员等。通常会在授予该荣誉称号的5年后授予“苏俄人民艺术家”称号。
1992年，在经历苏联解体后，“俄罗斯苏维埃联邦社会主义共和国”更改国号为“俄罗斯联邦”，该荣誉称号被“俄罗斯联邦功勋艺术家”所取代。